# Biz Stone
Biz Stone   (San Francisco, 10 de març de 1974) Christopher Isaac "Biz" Stone, és un emprenedor nord-americà cofundador de la xarxa social Twitter l'any 2006 juntament amb altres serveis d'Internet. Va deixar la companyia l'any 2011 per centrar-se amb altres projectes. Stone també va fundar l'aplicació Jelly juntament amb Ben Finkel. Va ser el CEO d'aquesta mateixa aplicació fins que va ser adquirida per Pinterest l'any 2017. El maig del 2017, Stone va anunciar el seu retorn a Twitter Inc. amb un rol desconegut. Stone fou el creador de la companyia Odeo, empresa que més endavant va ser venuda a Google pel que ara es coneix com a Blogger.

## Biografia
Biz Stone es va graduar a l'institut Wellesley de Wellesley, Massachusetts. Va començar carreres a la Universitat Northeastern i a la Universitat de Boston Massachusetts, però no es va graduar a cap de les dues.

## Carrera
Stone va començar des de baix de tot. Vivia, amb la seva parella, en un novè pis sense ascensor, i utilitzava una caixa d'un televisor com a taula de menjador. Li van deixar 800 dòlars per comprar-se un llit, que va acabar utilitzant per comprar-se un Toyota per anar a treballar. En aquell moment treballava a Google i, en el moment en el qual Google va sortir a borsa, va poder pagar tots els seus deutes.
Va ser el director creatiu del blog Xanga entre el 1999 i el 2001. Stone també ha treballat a la companyia Google entre els anys 2003 i 2005. Aleshores, l'any 2006, va fundar Twitter juntament amb Jack Dorsey, Noah Glass i Evan Williams.
A part de les seves tasques a Twitter, Stone és un àngel inversor, és a dir, una persona que inverteix diners en start-ups o projectes que s'acaben d'iniciar. Ha ajudat companyies com Square, Slack, Medium, Nest, Beyond Meat, Intercom, Pinterest o Faraday.
Va fer el seu debut al món de la direcció al dirigir, juntament amb Ron Howard, un curtmetratge, Evermore, en col·laboració amb Canon USA. El film formava part del projecte Imaginat10n. Stone va descriure la oportunitat com a "una forma d'assolir propòsits que feia temps que volia complir".

## Premis
Ha estat nomenat nerd de l'any 2009, per la revista GQ. Així mateix, també va ser nomenat per la revista Time una de les 100 persones més influents del món. En diverses ocasions ha obtingut mèrits per els seus desenvolupaments tecnològics així com per la creació de nous formats de mitjans.

## Publicacions
El nord-americà ha escrit tres llibres:
- Blogging: Genius Strategies for Instant Web Content (New Riders, 2002)
- Who let the blogs out? (St Martins, 2004)
- Things A Little Bird Told Me (Grand Central, 2014)

A més, Stone fa contribucions al seu blog personal i ha escrit articles al diari The Times.